# 茅野郵便局
茅野郵便局（ちのゆうびんきょく）は長野県茅野市にある郵便局。民営化前の分類では集配普通郵便局であった。局番号は11075。

## 概要
住所：〒391-8799 長野県茅野市宮川4404-8

## 沿革
- 1874年（明治7年）1月15日 - 茅野郵便取扱所として開設[1]。
- 1875年（明治8年）1月1日 - 茅野郵便局（五等）となる。同年、宮川郵便局に改称。
- 1882年（明治15年） - 宮川ノ内茅野郵便局に改称。
- 1884年（明治17年） - 宮川村ノ内茅野郵便局に改称。
- 1885年（明治18年）12月1日 - 茅野郵便受取所となる。
- 1894年（明治27年）3月16日 - 茅野郵便局（三等）となる。
- 1896年（明治29年）5月1日 - 為替・貯金取扱を開始。
- 1897年（明治30年）3月1日 - 茅野郵便電信局となる。
- 1903年（明治36年）4月1日 - 通信官署官制の施行に伴い茅野郵便局となる。
- 1951年（昭和26年）4月1日 - 電気通信業務を、新設された茅野電報電話局に移管[2]。
- 1956年（昭和31年）11月1日 - 電話通話および和文電報受付事務の取扱を開始。
- 1966年（昭和41年）7月1日 - 特定郵便局から普通郵便局に局種別改定。
- 1984年（昭和59年）2月 - 局舎新築。
- 1984年（昭和59年）6月25日 - 信濃金沢郵便局から集配業務の一部[3]を移管。
- 1988年（昭和63年）3月21日 - 玉川郵便局から集配業務の一部[4]を移管。
- 1999年（平成11年） - 外国通貨の両替および旅行小切手の売買に関する業務取扱を開始。
- 2007年（平成19年）10月1日 - 民営化に伴い、併設された郵便事業茅野支店に一部業務を移管。
- 2012年（平成24年）10月1日 - 日本郵便株式会社発足に伴い、郵便事業茅野支店を茅野郵便局に統合。

## 取扱内容
- 郵便、印紙、ゆうパック、内容証明
- 貯金、為替、振替、振込、国際送金、国債、投資信託
- 生命保険、バイク自賠責保険、自動車保険、がん保険、引受条件緩和型医療保険
- 地方公共団体事務（茅野市戸籍の謄抄本など公的証明書の交付）
- ゆうちょ銀行ATM
- 「391-00xx」区域（茅野市の一部、諏訪郡富士見町（富士見の一部））の集配業務
- ゆうゆう窓口

## 周辺
- 宮川メリーパーク
- 国道152号

## アクセス
- JR中央本線 茅野駅から徒歩約14分
- 茅野市福祉バス（ビーナちゃん） 茅野郵便局前停留所下車
- 中央自動車道 諏訪ICから南東に約3km
- 国道20号沿い
- 駐車場あり：17台